# Festival Bun Bang Fai

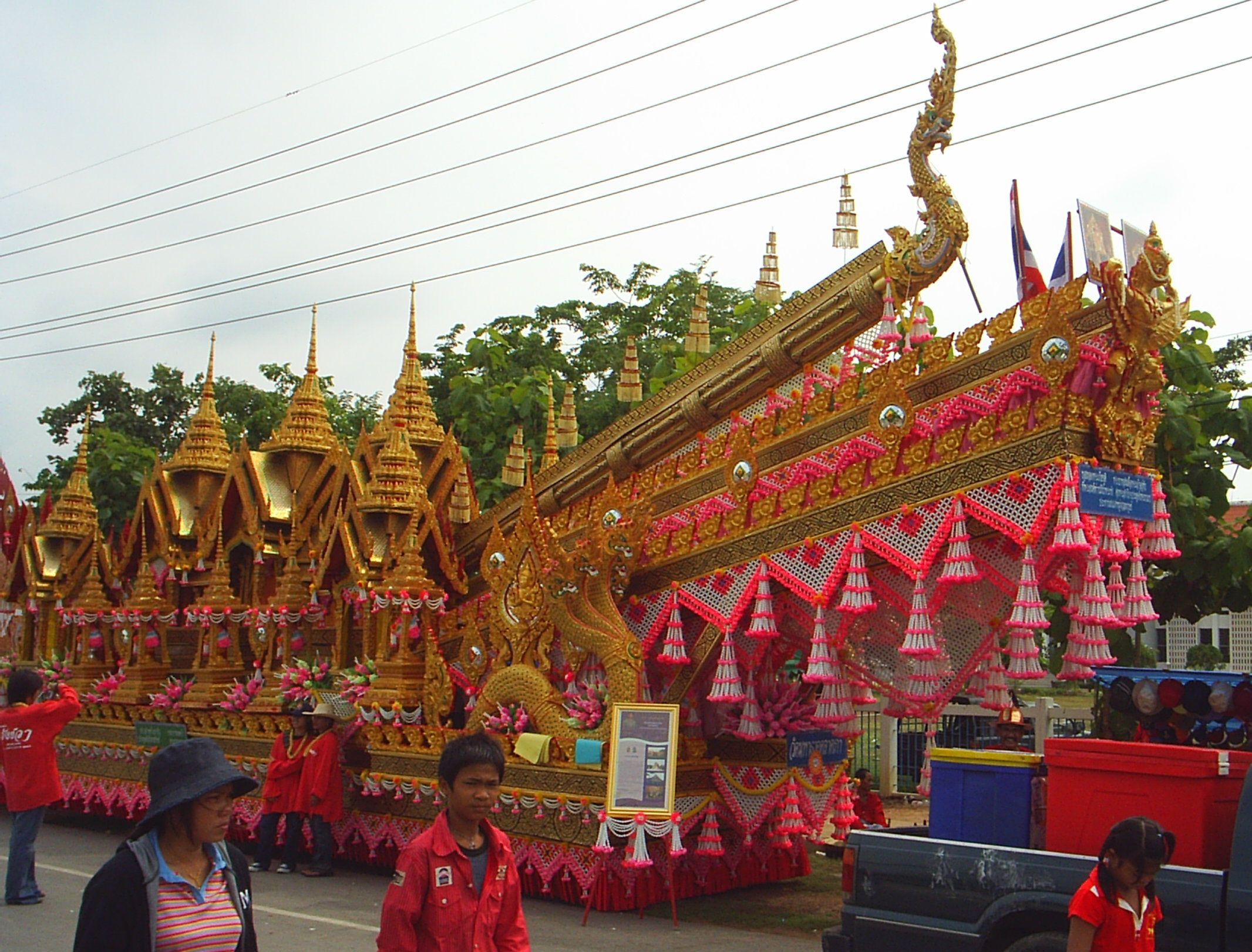
un desfile de Bang Fai en Yasothon,Tailandia

El festival de Bun Bang Fai (en tailandés: บุญบั้งไฟ), se celebra en la provincia de Yasothon en la estación de lluvias de Tailandia en mayo. 
Esta tradición es muy importante para la gente del noreste de Tailandia porque casi el 80 por ciento de la gente trabaja en el sector agrícola y por lo general creen que si no celebran esta fiesta, el ángel de lluvia (llamado en tailandés: พญาแถน) no dará lluvia a la tierra y consecuentemente la tierra se secará y no podrán cultivar nada. Por ello se celebra esta fiesta; para pedir lluvia al ángel de lluvia y adorarle.
El festival de Bun Bang Fai es muy famoso en Tailandia porque este festival lleva celebrándose mucho tiempo.

## Celebración
El primer día, hay un desfile de Bang Fai y la gente participa bailando y cantando mientras caminan en el desfile. El último día, ellos tiran el Bang Fai hacia el cielo para adorar al ángel y pedirle lluvia.
En este festival hay un concurso de Bang fai, que se puede dividir en 2 tipos; Bang fai fantástico y Bang fai Sein. El primero es pequeño y hermoso. Es decorado con muchos colores y tiene un sonido ruidoso. El segundo es grande y peligroso porque está hecho de salitre y pesa unos 120 kilogramos. El técnico de Bang fai Sein tiene que tener habilidades especiales y si el Bang fai no vuela el técnico es castigado, siendo lanzado por la multitud a un lodazal. 
Cuando Bang Fai se tira, cuentan el tiempo en el aire, haciéndose una competición de esto, donde gana el que consigue realizar el vuelo más largo.